# Championnat du monde de patinage artistique 1897
Navigation
Mondiaux 1896 Mondiaux 1898
Le Championnat du monde de patinage artistique 1897 a lieu du 13 au 14 février 1897 à Stockholm aux Royaumes unis de Suède et de Norvège.
Pour la première fois, des patineurs suédois et norvégiens participent aux mondiaux.
Ce mondial est la seule grande compétition internationale de l'année 1897, le championnat européen ayant été annulé.

## Podium
| Épreuves                      | Or           | Argent         | Bronze        |
| ----------------------------- | ------------ | -------------- | ------------- |
| Messieurs résultats détaillés | Gustav Hügel | Ulrich Salchow | Johan Lefstad |

## Tableau des médailles
| Rang  | Nation   | Or | Argent | Bronze | Total |
| ----- | -------- | -- | ------ | ------ | ----- |
| 1     | Autriche | 1  | 0      | 0      | 1     |
| 2     | Suède    | 0  | 1      | 0      | 1     |
| 3     | Norvège  | 0  | 0      | 1      | 1     |
| Total | Total    | 1  | 1      | 1      | 3     |

## Détails de la compétition Messieurs
| Rang    | Nom            | Nation    | Places | Points | Fig. impo. | Prog. libre |
| ------- | -------------- | --------- | ------ | ------ | ---------- | ----------- |
| 1       | Gustav Hügel   | Autriche  |        | 339.4  |            |             |
| 2       | Ulrich Salchow | Suède     |        | 323.8  |            |             |
| 3       | Johan Lefstad  | Norvège   |        | 318.6  |            |             |
| 4       | Thiodolf Borgh | Suède     |        | 296.8  |            |             |
| 5       | Hugo Carlsson  | Suède     |        | 259.6  |            |             |
| 6       | Oscar Holthe   | Norvège   |        | 257.0  |            |             |
| Forfait | Gilbert Fuchs  | Allemagne |        |        |            |             |